# 阿卜杜拉·约素福·阿里
阿卜杜拉•约素福•阿里 (1872年4月14日—1953年12月10日），是一位英印大律师和学者, 他撰写了许多有关伊斯兰书籍, 其英语古兰经翻译是英语世界中最广为人知和使用翻译之一。他今天在马尔玛杜克•比克达尔旁边, 负责英语古兰经翻译。